# 本地治里
本地治里（泰米尔语拉丁字母转译为作），又譯為朋迪榭里，其名於泰米爾語中意為「新村」。是印度的一個聯邦屬地的名稱，得名於該聯邦屬地轄下其中一個地區本地治里市。

## 地理
本地治里聯邦屬地由四個分散在印度沿海、相互不連接的前法屬印度地區組成，分別為孟加拉灣沿岸的本地治里、开利开尔和亚南，和位於阿拉伯海沿岸的马埃，四處共組一行政區域，以最大的本地治里命名。本地治里地區及开利开尔地區皆為泰米爾納德邦所包圍，亚南地區被安得拉邦包圍，而马埃則地區為喀拉拉邦所包圍。四個地區的面積分別為：本地治里地區293平方公里、开利开尔地區160平方公里、亚南地區30平方公里、马埃地區9平方公里。四處地區於2001年合共有人口97萬。

## 轄縣
本地治里聯邦屬地下分4縣。

## 歷史
儘管本地治里很早已有泰米爾人居住，但其近代史卻與歐洲於南亞次大陸的殖民活動密不可分。法國東印度公司於1673年在本地治里建立商貿據點，成為法國於南亞次大陸的主要根據地。其後荷蘭和英國皆曾為爭奪該地而與法國發生戰爭。1693年荷蘭攻陷本地治里，但於1699年根據里斯維克和約將該地歸還法國。其後法國於1720年代取得马埃、於1731年取得雅南、於1738年取得卡來卡。於英法戰爭期間（1742年至1763年），本地治里曾多次易手。1761年1月16日英國攻陷當地，但於1763年根據巴黎和約歸還法國，然而英國於1793年再乘法國大革命再度攻下本地治里，但於1814年再度歸還法國。於1850年代後，英國取得了幾乎整個南亞次大陸的控制權，但仍允許法國繼續保留於本地治里、马埃、雅南、卡來卡等地的治權，成為法屬印度的一部份。
1947年印度獨立，法國與印度於1948年達成協議，由法屬印度的人民公決其前途。於各法屬印度屬地中，金德訥格爾在1952年直接并入印度並拼入相鄰的邦，而本地治里、卡來卡、雅南及马埃四個地區則以「本地治里」的名義於1954年11月1日加入印度成為一聯邦屬地，爱德华·古伯特於1963年出任该联邦属地的第一任首席部长，但法國國會至1963年方確認與印度簽署的相關條約。

## 與法國的聯繫
目前法語依然是本地治里的常用語言之一。此外由於本地治里加入印度時，法國政府允許當地人民選擇保留法國國籍或歸化印度國籍，因此當地不少泰米爾裔人及其後代至今依然保留法國國籍。法國於本地治里設有領事館。當地仍有法國文化協會及法國遠東學院等機構。於本地治里，每年的法國國慶日（7月14日）皆會有身穿法國軍服的巡遊活動，沿街高唱「馬賽曲」，不少屋頂皆會於當日在印度國旗旁同時懸起法國國旗。

## 2004年海嘯
2004年印度洋大地震導致的海嘯，使本地治里聯邦屬地下的本地治里地區及卡拉卡地區受到直接影響。根據本地治里聯邦屬地政府網站的資料顯示，直至2005年3月9日，本地治里地區有107人死亡，299人受傷；卡拉卡地區有492人死亡，280人受傷，31人失踪。

## 外部連結
- 本地治里聯邦屬地官方網站（英文）
- 另一個關於本地治里的網站（英文） （页面存档备份，存于）
- 本地治里圖片（英文）